# Convention baptiste du Japon
La Convention baptiste du Japon (japonais : 日本バプテスト連盟) est une association chrétienne évangélique d'églises baptistes au Japon. Elle est affiliée à l’Alliance baptiste mondiale. Son siège est situé à Saitama.

## Histoire

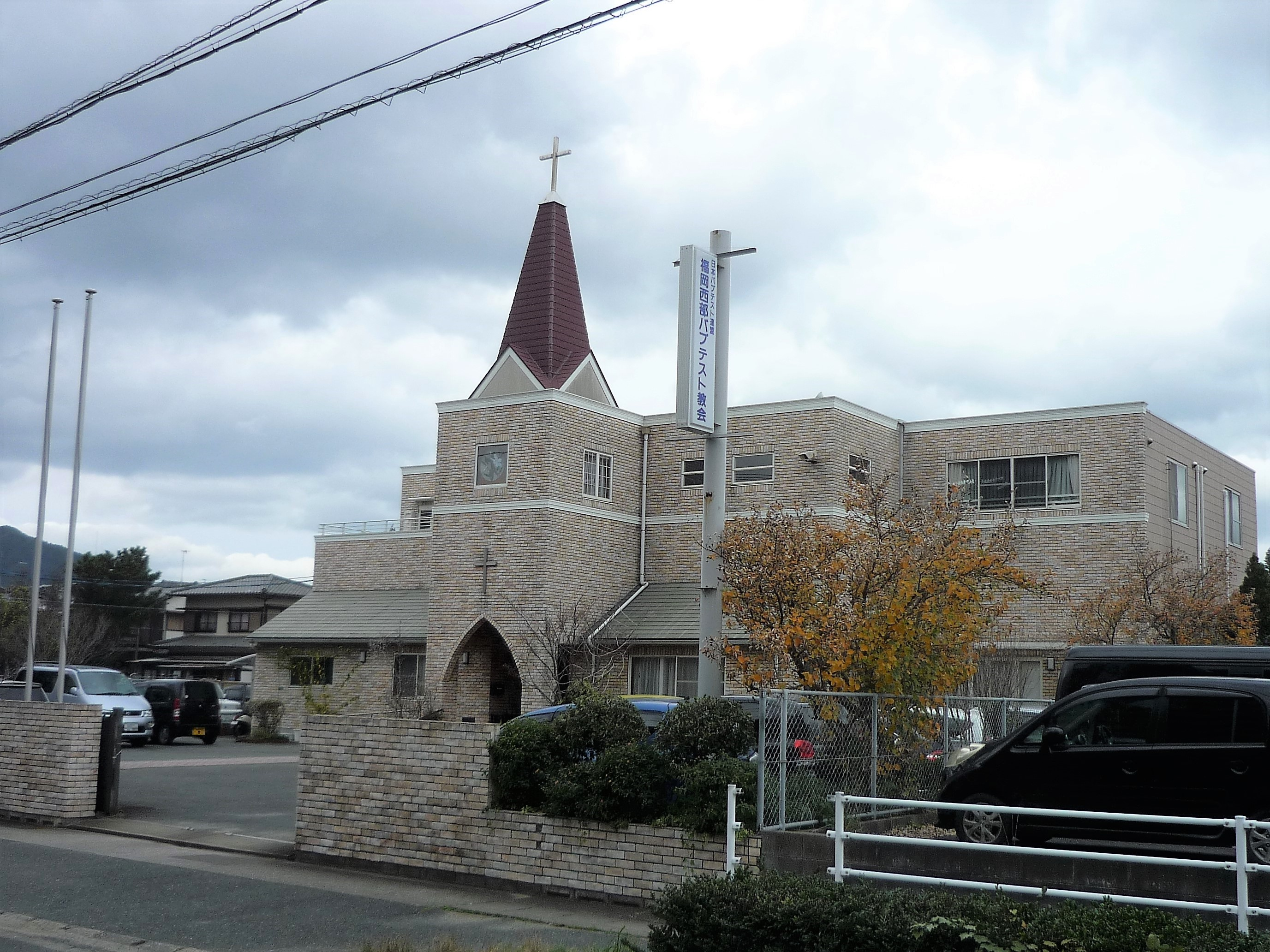
Église baptiste de Seibu Fukuoka.

La Convention a ses origines dans une mission américaine du Conseil de mission internationale dans le sud-ouest du Japon en 1889. Elle a été officiellement fondée en 1947. Selon un recensement de l’association, en 2023 elle revendique 320 églises et 13.975 membres.

## Écoles
En 1962, elle fonde le Séminaire théologique baptiste de Tokyo.